# Вонхоцк
Вонхоцк (пол. Wąchock) — город в Польше, входит в Свентокшиское воеводство, Стараховицкий повят. Имеет статус городско-сельской гмины. Занимает площадь 16,02 км². 30 июня 2009 года население составляло 2747 человек. В городе располагается Вонхоцкое аббатство.

## История
Во времена Российской империи город входил в состав Илжецкого уезда Радомской губернии. Основой промышленного производства была добыча железной руды и обработка жернового камня. В конце XIX — начале XX века число жителей составляло около 1600 человек.
В военной истории Вонхоцк стал известен благодаря событиям, происходившим здесь во время Польского восстания.

## Фотогалерея

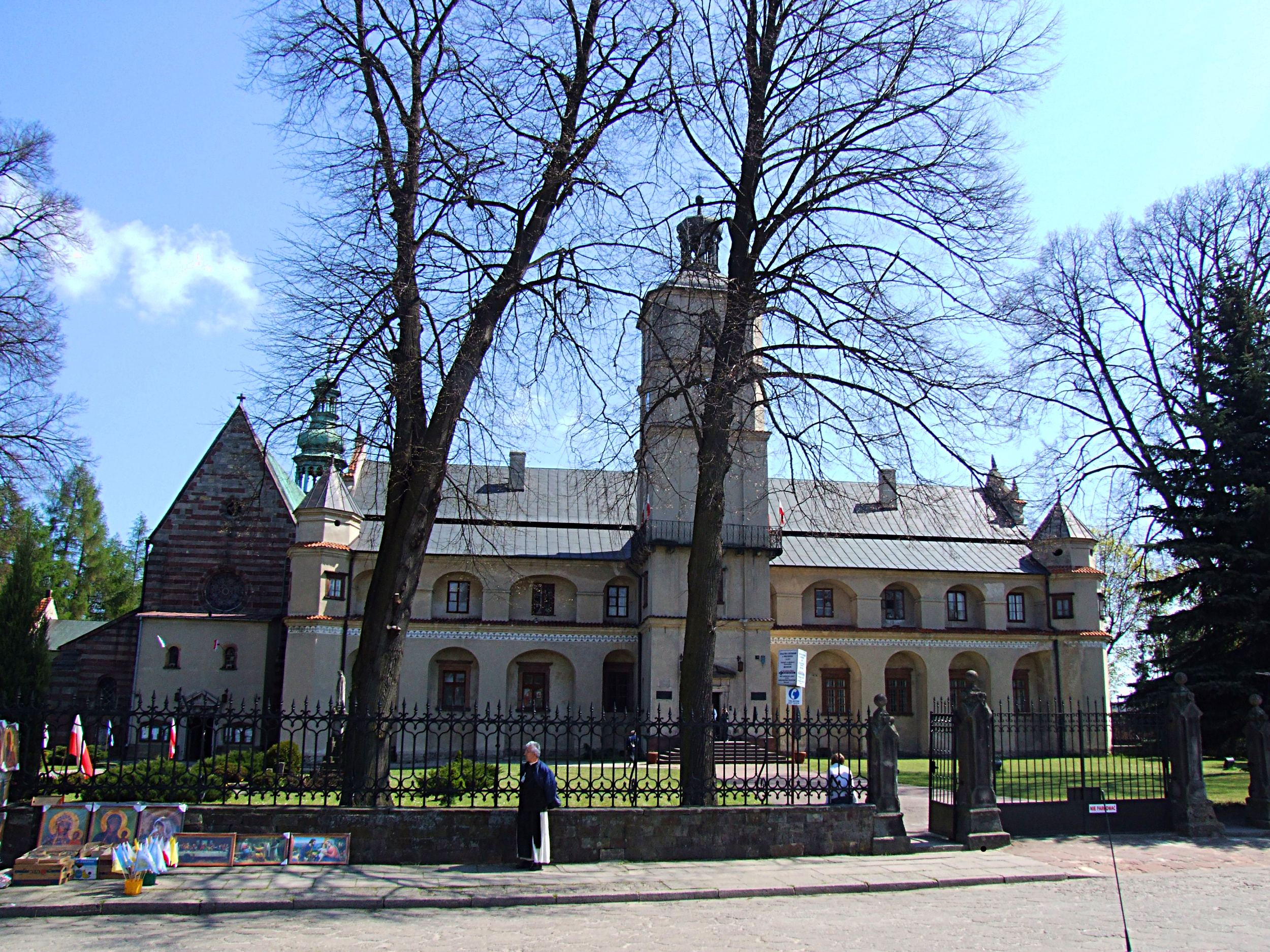
Костёл
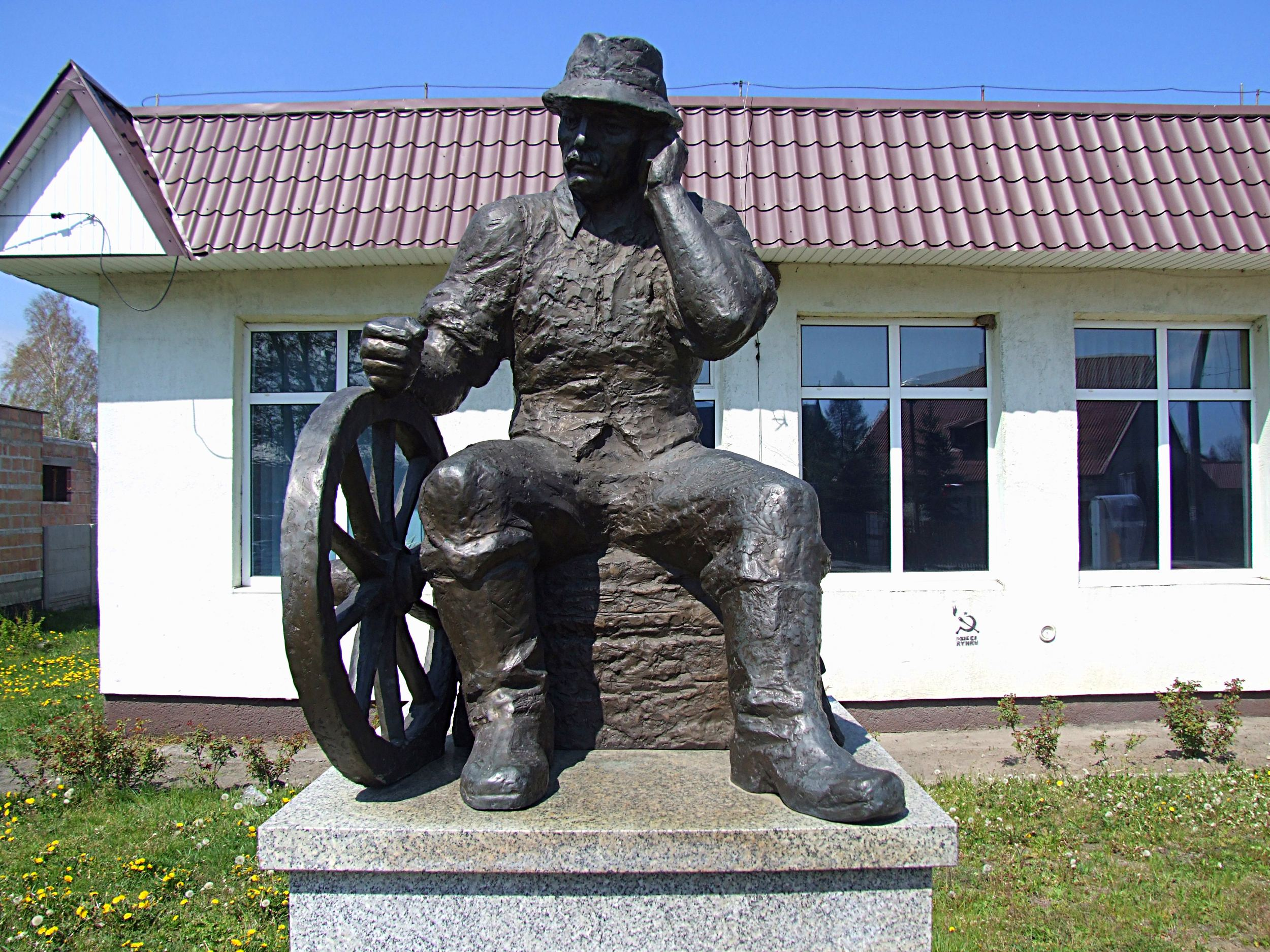
Памятник